# Smith & Wesson Модель 645
Smith & Wesson Модель 645 та Smith & Wesson Модель 745 друге покоління самозарядних пістолетів, які передували серії пістолетів Smith & Wesson 4500. S&W 645/745 розроблені під набій .45 ACP. S&W 645 розроблений майже повністю з неіржавної сталі, а тому надзвичайно стійкий до суворих погодних умов, натомість S&W 745 має раму з неіржавної сталі та затвор з вороненої вуглецевої сталі. S&W 645 представлено у 1985 році, а знято з виробництва у 1988 році.  S&W 745 випускали з 1986 по 1990 роки, загалом як зброю одинарної дії для змагань IPSC.

## Історія
Smith & Wesson (S&W) почали експериментувати з пістолетами під набій .45 ACP у 1984 році і випустили перший, Модель 645, у 1985 році. Громадський попит призвів до розвитку цієї серії. Серія під набій .45 ACP є варіантом їхньої зброї під набій 9 мм Парабелум. Загалом пістолети мають УСМ подвійної зброї або, як кажуть у Smith & Wesson, традиційна подвійна дія. Зазвичай вони мають стволову втулку, впресовану в дульний кінець затвора, замість окремої стволової втулки, як у пістолетах Кольт 1911. Як і більшість моделей Smith & Wesson, кожний варіант був у виробництві лише кілька років.
Модель 645 було представлено у 1985 році, а виробництво тривало до 1988 року. Пістолет мав раму і затвор з неіржавної сталі, запобіжник/важіль безпечного спуску з двох боків, квадратну спускову скобу та чорні пластикові накладки на руків'я.
Модель 745 випускали у період 1986-1990. Це була цільова версія Моделі 645 з УСМ одинарної дії з цільовим стволом, прицілом Новака (варіативно регульований цілик), регульований стопор спускового механізму, раму з неіржавної сталі, накладки на руків'я з горіху та воронений затвор. Пістолет не мав двобічних запобіжників, але мав запобіжний взвід. Пістолет має маркування "IPSC 10th Anniversary 1976-1986".
Smith & Wesson змінили систему нумерації з появою третього покоління зброї, тепер замість трьох цифр у назві почали використовувати чотири. Першої у ці серії стала Модель 4505; загалом це є Модель 645 лише з зроблено двобічний запобіжник та воронування. На деяких пістолетах Моделі 4505 встановлено цілик Novak Lo-Mount. Їх випускали лише у 1991 році. Smith & Wesson Модель 4506 має глянцеву обробку неіржавної сталі, цілик Novak Lo-Mount та накладку з ксеною, яка охоплює руків'я з прямою або вигнутою задньою поверхнею. Після 1998 року Модель 4506 отримала округлену спускову скобу, яка замінила квадратну, яку використовували на Моделі 645. Випуск Моделі 4506 тривав у період 1988-2001 років.
S&W 645 використовував віце-детектив Сонні Крокетт у 3 та 4 сезонах серіалу Поліція Маямі.